# Ин-Салах (город)

Спутниковый снимок Ин-Салаха

Ин-Сала́х, Айн-Сала́х (араб. عين صالح‎) — город-оазис в центре Алжира, на территории вилайета Таманрассет. Когда-то был важнейшим связующим звеном транссахарского торгового пути. Население города составляет 43 680 человек (расчетное). Территория Ин-Салаха обладает огромным количеством запасов нефти и газа. Также на территории города действует большое количество заводов. Город расположен в сердце пустыни Сахара, на севере Африки. Название Ин-Салах произошло от словосочетания «добрый родник», хотя местная вода известна своим неприятным, соленым привкусом.

## Местные особенности
Подвижные пески дюн в западной части города буквально вымывают Ин-Салах. Дюна движется со скоростью приблизительно равной одному метру за пять лет. Здания Ин-Салаха подвергаются песчаным нашествиям, защищая те  строения, которые находятся в глубине города. Бывшие владельцы своих домов отстраивают их заново на новом месте, благодаря помощи близких родственников, таким образом, некогда защищённая местность позади дюны снова остаётся открытой. Четыре красных и фиолетовых глиняных ксара (укреплённые деревни) были найдены в оазисе. Каждый из них имел собственную цитадель.

## Транспорт и инфраструктура
Воздушное сообщение осуществляется через аэропорт Ин-Салаха со столицей, городом Алжир. Автовокзал Ин-Салаха обслуживает автобусы, курсирующие на север и на юг. В городе имеется гостиница, ресторан, интернет-кафе, а также две зоны отдыха, расположенных в городе и окрестностях.

## Экономика
Помимо нефти и газа, основными экономическими отраслями Ин-Салаха являются сельское хозяйство, а также орошение, происходящее благодаря артезианскими скважинам. Оазис имеет свыше 200 000 финиковых пальм. Основное производство: финики, фрукты и овощи. Фруктовые и овощные сады, пальмовые рощи граничат с южными и западными окраинами деревни. Все посадки защищены от воздействия движущихся песков специальными заграждениями. Ин-Салах также является центром кочевого племени туарегов.
Исторически, Ин-Салах был торговым городом, где процветала работорговля, а также торговля слоновой костью и золотом с юга. Эти товары менялись на европейские с севера.

## Климат
Область вокруг пустыни Сахара имеет практически недождевой климат. В среднем в Ин-Салахе выпадает ниже двух сантиметров осадков в год. Летние температуры постоянно высоки — жара достигает экстремальных температур четыре месяца в год — зато температура ночью падает на достаточно низкий уровень и является вполне терпимой. Зимние ночи очень холодные, хотя дни тёплые и солнечные В течение всего лета, вся область Сахары является источником очень горячего, пыльного южного ветра, называемого Сирокко. Эти ветра иссушают плато северного Алжира вплоть до 40 дней и достигают прибрежной зоны Тепе в течение целых 20 дней.
| Показатель                    | Янв. | Фев. | Март | Апр. | Май | Июнь | Июль | Авг. | Сен. | Окт. | Нояб. | Дек. | Год |
| ----------------------------- | ---- | ---- | ---- | ---- | --- | ---- | ---- | ---- | ---- | ---- | ----- | ---- | --- |
| Абсолютный максимум, °C       | 31   | 35   | 39   | 42   | 46  | 50   | 50   | 50   | 49   | 44   | 36    | 31   | 50  |
| Средний суточный максимум, °C | 21   | 24   | 28   | 33   | 37  | 43   | 45   | 44   | 41   | 34   | 27    | 22   | 33  |
| Средний суточный минимум, °C  | 6    | 8    | 12   | 17   | 21  | 27   | 28   | 28   | 25   | 19   | 12    | 7    | 18  |
| Абсолютный минимум, °C        | −3   | −2   | 2    | 9    | 12  | 16   | 23   | 22   | 17   | 9    | 3     | 0    | −3  |
| Норма осадков, мм             | 3    | 3    | 0    | 0    | 0   | 0    | 0    | 3    | 0    | 0    | 5     | 3    | 17  |
| Источник: BBC Weather         |      |      |      |      |     |      |      |      |      |      |       |      |     |

Исторические температурные рекорды Ин-Салаха